# آتش و شبنم
آتش و شبنم یک مجموعه تلویزیونی محصول سال ۱۳۷۹–۱۳۸۲ به کارگردانی، نویسندگی محمدابراهیم سلطانی فر و تهیه‌کنندگی سیداحمد میرعلائی می‌باشد که از شبکه اول پخش شد. این مجموعه در ۲۰ قسمت تهیه شد.
در این مجموعه محمد اصفهانی دو ترانه با نام‌های «قبیله لیلی» و «خورشید حقیقت» را اجرا کرد
مرفه و تنوع طلب به نام سعید مقامی است که زندگی خود را خالی از لطف و هیجان می‌بیند و دچار تناقض‌های متعددی با خود و اطرافیانش است. او در یکی از تفریح‌های شبانه، مبلغ هنگفتی را در بازی بیلیارد از دست می‌دهد. صبح، هنگام ورود به خانه با گلایه‌های همسرش سودابه مواجه می‌شود که از رفتار غیرمسوولانه او گلایه می‌کند. سعید بی‌توجه به حرف‌های همسرش، راهی محل کار می‌شود. او مدیر کارگاه یک شرکت ساختمان‌سازی است که به پدرش تعلق دارد. او متوجه می‌شود در اجرای طرح ساخت برجی در شمال شهر، تقلب‌هایی انجام شده‌است. او به دلیل خطر ناشی از این تقلب‌ها قصد مقابله با عوامل آن را دارد. پدر وی نیز یکی از این افراد است

## بازیگران
- بهروز سلطاني فر
- نریمان امینیان
- جعفر دهقان
- علی دهکردی
- جمشید شاه‌محمدی
- شراره رخام
- افسانه ناصری
- افسانه بایگان
- افشین نخعی
- آفرین چیت ساز
- الهام حمیدی
- حمیدرضا تاج دولتی
- رابعه اسکویی
- جهانبخش سلطانی
- رانا قیصرنژاد
- رضا آقاربی
- زهرا سعیدی
- شاهد احمدلو
- رامین حاج عظیمی
- فریبرز سمندرپور
- مجید عبدالعظیمی
- محمدقاسم پورستار
- یحیی آذرنوش